# Spilopastes galinthias
Espèce
Synonymes
- Castnia galinthias Hopffer, 1856

Spilopastes galinthias est une espèce de lépidoptères de la famille des Castniidae.